# Volta a Castela e Leão de 2008
A Volta a Castela e Leão de 2008 foi a 23.ª edição de esta carreira ciclista que decorreu por Castela e Leão. Disputou-se entre 24 e 28 de março de 2008, sobre um total de 630,1 km, repartidos em cinco etapas, uma delas contrarrelógio individual, e outra com final em alto.
A prova pertenceu ao UCI Europe Tour dos Circuitos Continentais da UCI, dentro da categoria 2.1.
O ganhador final foi Alberto Contador (quem também ganhou a classificação da combinada e dos espanhóis). Acompanharam-lhe no pódio Mauricio Soler e Thomas Dekker (vencedor da classificação dos pontos), respectivamente.
Nas outras classificações secundárias foram para Iván Melero (montanha), Rabobank (equipas) e Moisés Dueñas (castelanoleonenses).

## Etapas
| Etapa | Data        | Percurso                                    | km        | Ganhador                  | Líder            |
| ----- | ----------- | ------------------------------------------- | --------- | ------------------------- | ---------------- |
| 1.ª   | 24 de março | Valsaín-La Granja de San Ildefonso          | 9,7 (CRI) | Alberto Contador          | Alberto Contador |
| 2.ª   | 25 de março | Segovia-Ávila                               | 141,7     | Karsten Kroon             | Alberto Contador |
| 3.ª   | 26 de março | Valladolid-Urueña                           | 159,9     | Francisco José Ventoso    | Alberto Contador |
| 4.ª   | 27 de março | Carrión de los Condes-Collado de Salcedillo | 160,8     | Alberto Contador          | Alberto Contador |
| 5.ª   | 28 de março | Guardo-Riaño                                | 158       | Koldo Fernández de Larrea | Alberto Contador |

## Classificações finais

### Classificação geral
| Posição | Ciclista             | Equipa                            | Tempo      |
| ------- | -------------------- | --------------------------------- | ---------- |
|         | Alberto Contador     | Astana                            | 15h 57'37" |
| 2       | Mauricio Soler       | Barloworld                        | + 39"      |
| 3       | Thomas Dekker        | Rabobank                          | + 46"      |
| 4       | Levi Leipheimer      | Astana                            | + 1' 09"   |
| 5       | Denís Menshov        | Rabobank                          | + 1' 23"   |
| 6       | Bauke Mollema        | Rabobank                          | + 1' 30"   |
| 7       | Moisés Dueñas        | Barloworld                        | + 1' 40"   |
| 8       | Sergio Pardilla      | Burgos Monumental                 | + 1' 42"   |
| 9       | Ezequiel Mosquera    | Karpin Galiza                     | + 1' 55"   |
| 10      | Christian Vandevelde | Garmin-Chipotle presented by H3Ou | m.t.       |

### Outras classificações
- Classificação da montanha:  Iván Melero (Orbea-Oreka)
- Classificação da regularidade:  Thomas Dekker (Rabobank)
- Classificação da combinada:  Alberto Contador (Astana)
- Classificação por equipas:  Rabobank
- Classificação de espanhóis: Alberto Contador
- Classificação de castelanoleoneses: Moisés Dueñas